# ベーコン (小惑星)
ベーコン (2940 Bacon) はメインベルトに位置する小惑星。1960年9月24日に、パロマー天文台のトム・ゲーレルスが撮影した写真乾板からライデン天文台のコルネーリスとイングリットのファン・ハウテン夫妻が発見した。
16-17世紀のイングランドの哲学者で、シェークスピアの戯曲の真の作者とする説もあったフランシス・ベーコンに因んで命名された。